# マギアレコード 魔法少女まどか☆マギカ外伝 (アニメ)
『マギアレコード 魔法少女まどか☆マギカ外伝』（マギアレコード まほうしょうじょまどかマギカがいでん、英語: Magia Record: Puella Magi Madoka Magica Side Story）は、2020年から2022年に放送のシャフト制作による日本のテレビアニメ作品。
2011年に放送されたテレビアニメ『魔法少女まどか☆マギカ』の外伝作品にあたる同名スマートフォン向けゲームアプリを原作とし、アニメオリジナル要素を加えて再構成した作品で、2020年1月から3月にかけて第1期が東京メトロポリタンテレビジョン（TOKYO MX）・日本BS放送（BS11）・毎日放送（MBS）他にて放送された。2021年8月から9月に第2期「2nd SEASON -覚醒前夜-」が放送、2022年4月には第3期「Final SEASON -浅き夢の暁-」が放送された。

## 概要
スマートフォン向けゲームアプリ『マギアレコード 魔法少女まどか☆マギカ外伝』のメインストーリー第1部「幸福の魔女編」を原作としたテレビアニメ作品で、『魔法少女まどか☆マギカ』関連のテレビアニメ作品としては約9年ぶりとなる。
2018年9月1日に開催された「Magia Day 2018」にてテレビアニメ化が発表された後、2019年9月8日に開催された「Magia Day 2019」にて2020年1月から毎日放送ほかにて放送予定であることが発表され、第1話の先行上映が行われた。2019年11月30日に開催された「北九州ポップカルチャーフェスティバル2019」ではメインキービジュアルを務め、こちらでも1話の先行上映が行われると同時に、2020年1月4日深夜からの放送であることが発表された。2019年12月23日には新宿バルト9で第1話・第2話の先行上映会と出演者によるトークショーが実施されている。
第1期として全13話が2020年1月から3月までTOKYO MXほかにて放送された。第2期は第1期最終話放送後に制作が進められていることが発表され、全8話が2021年8月から9月まで「2nd SEASON -覚醒前夜-」のサブタイトルで放送された。最終章となる「Final SEASON -浅き夢の暁-」は2022年4月3日に全4話の一挙放送が行われている。
脚本は原作ゲームのシナリオを元にしつつ、アニメだけで完結するように再構成されている。アニメ版オリジナルキャラクターである黒江はメインキャラの役割を奪うようなことにはならず、あくまでもストーリーありきの立ち回りをする予定だとされており、一方で神浜市内の各地域間の問題に触れられない、秋野かえでたち3人がマギウスの翼に加入したり、鹿目まどかと暁美ほむらが原作ゲームでは登場していた場面で登場しない、十咎ももこや梓みふゆといったキャラクターが多数死亡する、結末が異なるなど、ストーリー上の変更点も多々ある。
総監督とシリーズ構成は劇団イヌカレーの泥犬が担当（第2期の構成は高山カツヒコも参加）。魔女空間のデザイン（異世界設計）はこれまで通り劇団イヌカレーが中心となって様々なスタッフがデザインを手がけている。一方ウワサ空間のデザインについてはJ・A・シーザーが担当、その関係からウワサの声も主宰する劇団「演劇実験室◎万有引力」の所属俳優が担当している。また、『魔法少女まどか☆マギカ』ではテレビシリーズ監督・劇場版総監督を務めた新房昭之がアニメーションスーパーバイザーとして制作に関わっているほか、キャラクター原案の蒼樹うめ、総作画監督と劇場版でのキャラクターデザインを務めた谷口淳一郎、シリーズディレクター・劇場版監督の宮本幸裕も引き続き参加している。ゲーム開発元のf4samuraiも製作参加だけでなく設定協力としても制作に関わっている。

## あらすじ
宝崎市の中学生であり魔法少女でもある環いろはは、魔女と戦う日々を過ごしていたが、魔法少女になった時の自分の願い事がなんだったのかを思い出せずにいた。あるとき、いろはは「神浜市に行けば魔法少女は救われる」という噂が流れていることを知る。偶然訪れた神浜市で遭遇した小さなキュゥべえとの接触がきっかけとなり、いろはは自分が妹のういの病気を治すことを願って魔法少女になったことを思い出す。ういが存在した痕跡が自分の周囲からなくなっていたことに気づいたいろはは、手がかりを求めて神浜市の調査を開始する。

## 登場キャラクター

### チームみかづき荘
本作品のメインキャラクター。チーム名の由来は七海やちよの自宅「みかづき荘」から命名されている。由比鶴乃以外は「みかづき荘」へ下宿している。
環いろは（たまき いろは）
声 - 麻倉もも
本作品の主人公で宝崎市に住む魔法少女。自身が魔法少女になった時の願いを忘れており、手掛かりを求めて神浜市にやってきた。そこで忘れていた妹ういのことをかすかに思い出し、ういを捜し求めている。
第1期第8話からは神浜市の学校に転校し、みかづき荘に下宿する。
七海やちよ（ななみ やちよ）
声 - 雨宮天
神浜市に住むベテラン魔法少女。19歳の大学生でファッションモデル。神浜市の「噂」をファイリングしている。
アニメーション作画で動かせるよう後頭部のパーツがすだれ状からケープ状になっているなど、魔法少女時の衣装デザインが原作ゲーム版から変更されている。
由比鶴乃（ゆい つるの）
声 - 夏川椎菜
第1期第4話から登場。父親（声:増岡太郎）が経営する中華料理店「万々歳」の看板娘で、最強の魔法少女を自称している。
第1期第13話ではウワサの鶴乃となってしまい、第2期8話でウワサから解放される。
深月フェリシア（みつき フェリシア）
声 - 佐倉綾音
第1期6話から登場。両親を殺した魔女を殺すという願いで契約し、傭兵を生業としている魔法少女。いろはたちと「フクロウ幸運水の噂」の事件を解決した後にみかづき荘で暮らすようになる。
二葉さな（ふたば さな）
声 - 小倉唯
第1期8話から登場。家でも学校でも居場所が無く「消えて無くなりたい」という願いでキュゥべえと契約しているため、魔法少女以外の一般人からは姿が見えない。
「ひとりぼっちの最果てのウワサ」に自ら身をおいていたが、いろはたちに出会い助けられた後、みかづき荘で暮らすようになる。

### ももこたちのチーム
第1期2話から登場する十咎ももこ・秋野かえで・水波レナで構成される3人組のチーム。
十咎ももこ（とがめ ももこ）
声 - 小松未可子
男勝りで姉御肌な少女。チームのリーダー的な存在。以前はやちよ、鶴乃とチームを組んでいた。
原作ゲーム版とは異なり、第2期2話でマギウスの翼の「白羽根」になっていることが明らかになる。
第3期2話でみふゆと共にドッペルに乗っ取られた魔法少女を救うべく犠牲となった。
秋野かえで（あきの かえで）
声 - 大橋彩香
臆病で戦うことは苦手だが心優しい性格。しかしレナとはよく喧嘩をする。
原作ゲーム版とは異なり、第1期12話でマギウスの翼の「黒羽根」になっていることが明らかになる。第2期ではドッペルを濫用しすぎた副作用で「ドッペル症」を発症し、人格がドッペルに乗っ取られてしまう。しかし第3期2話でももことみふゆの犠牲を経て復活する。
水波レナ（みなみ レナ）
声 - 石原夏織
勝ち気で素直に物事を話せない不器用な少女。別の人物に変身できる能力を持つ。
原作ゲーム版とは異なり、第2期4話でマギウスの翼の「黒羽根」になっていることが明らかになる。

### マギウス・マギウスの翼
いろはたちと敵対する「魔法少女の開放」を目指す組織。
アリナ・グレイ
声 - 竹達彩奈
マギウスの一人で芸術家。英語交じりの日本語で話す。第1期第9話で初登場。第3期では自ら望む滅びを実現すべくドッペルの力で一般人を魔女化させようと企み、イブと融合。ワルプルギスの夜も取り込みに向かうも、いろはが行った合体攻撃によって倒される。
里見灯花（さとみ とうか）
声 - 釘宮理恵
マギウスの一人。いろはの記憶ではうい、ねむの友達で共に「里見メディカルセンター」へ入院していた。第1期3話で初登場。第3期では過去の記憶を取り戻してもなおねむと共にイブにワルプルギスの夜を食わせようと見滝原市へ向かうも、いろはの説得を受けて断念。最後はねむと共にドッペルを発現させ、小さいキュゥべえを加えイブおよびワルプルギスの夜へと特攻した。
柊ねむ（ひいらぎ ねむ）
声 - 諸星すみれ
マギウスの一人で、ウワサを具現化させた張本人。第1期3話で初登場。いろはの記憶ではうい、灯花の友達で共に「里見メディカルセンター」へ入院していた。
原作ゲーム版とは違い過去の記憶を保持しており、既に車椅子での生活ともなっている。
梓みふゆ（あずさ みふゆ）
声 - 中原麻衣
マギウスの翼に所属している魔法少女で、やちよの幼馴染で以前は行動を共にしていた。第1期5話で初登場。
第3期2話でももこと共にドッペルに乗っ取られた魔法少女を救うべく犠牲となった。
天音月夜（あまね つくよ）　天音月咲（あまね つかさ）
声 - 内田真礼（月夜）、内田彩（月咲）
マギウスの翼の幹部「白羽根」の一員である双子の姉妹で、月夜が姉で月咲が妹。第1期7話で初登場。

### そのほかのキャラクター
八雲みたま（やくも みたま）
声 - 堀江由衣
第1期2話から登場。神浜市で「調整屋」を営む魔法少女。
雪野かなえ（ゆきの かなえ）
声 - 森なな子
過去にやちよ、みふゆとチームを組んでいた魔法少女で、ギタリスト。第5話で初登場。獄門の魔女との戦いの際ソウルジェムが砕け死亡した。
安名メル（あんな メル）
声 - 高尾奏音
過去にやちよ、みふゆ、鶴乃、ももことチームを組んでいた魔法少女で、占い師。第1期10話で初登場。ソウルジェムに穢れが貯まりすぎた影響で卜者の魔女と化してしまった。
環うい（たまき うい）
声 - 石見舞菜香
いろはの妹。病を患って「里見メディカルセンター」へ入院していたはずだったが存在が消えてしまっており、周りの人たちからも忘れられている。
アイ
声 - 咲々木瞳
さなを幽閉していた「ひとりぼっちの最果てのウワサ」。第1期9話で登場。さなと仲良くなり「アイちゃん」と呼ばれるようになった。
原作ゲーム版とはデザインが大幅に異なっており、人間の少女のような容姿になっている。こちらのデザインは後にゲーム版へ逆導入されている。
万年桜のウワサ
声 - 鈴木みのり
第2期2話で初登場。いろは、灯花、ねむ、ういが揃った時に満開の花を咲かせるという内容のウワサで、記憶ミュージアムの崩壊に巻き込まれたいろはを保護していた。
小さいキュゥべえ
声 - 加藤英美里
通常のキュゥべえより小さな個体で、喋ることも出来ず「モキュ」といった鳴き声のみ発する。
時折いろはの目の前に姿を現し、いろはを導くような行動を取る。
ウワサさん
声 - 加藤英美里
ねむが作り出したウワサを一般人に広めている存在。

### 魔法少女まどか☆マギカのキャラクター
本作品の原典である『魔法少女まどか☆マギカ』のキャラクター。
鹿目まどか（かなめ まどか）
声 - 悠木碧
原典での主人公。第1期10話ではマミの回想で後ろ姿のみを見せていたが、第2期1話から本格的に登場。魔法少女と魔女の真実を知るも希望を捨てず、さやかとほむらを励まし委員長の魔女を倒す。そしてマミを連れ戻すべく神浜市へと訪れ、さやかと共にマミをウワサから救出し、続けていろはと共に魔女誘導装置のウワサを破壊したのち見滝原市へと向かったワルプルギスの夜を倒しに戻る。
第3期では3話で仲間と共にワルプルギスの夜と交戦するも、その結末は不明。また、最終話の最後には円環の理（アルティメットまどか）がいろはと共に書物を閉じ、物語に幕を下ろした。
暁美ほむら（あけみ ほむら）
声 - 斎藤千和
第2期1話から登場。原典における時間遡行の繰り返し途上であるため、三つ編みおさげと眼鏡姿のころで、魔女との戦いにはまだ慣れていない。
委員長の魔女との戦闘中にういとおぼしき謎の少女から意味深な言葉を告げられる。さやかから魔法少女と魔女の真実を告げられたときに冷静だったことから、さやかから疑いの目を向けられ関係がこじれるが、明くる日再び委員長の魔女が出現したことで単身戦おうとする。加勢したまどかとさやかとともに魔女を倒し、まどかの希望を捨てない姿を見て、今後起こりえる現実を変えられるのではないかと希望を持ちはじめる。
しかし第3期の最終話では一人魔法で過去に戻ってしまう。
巴マミ（ともえ マミ）
声 - 水橋かおり
第1期3話から登場。キュゥべえからの頼みで魔女が失踪した原因を探るべく神浜市に向かった。第1期5話にていろは、やちよ、鶴乃に出会いドッペルに巻き込まれた彼女たちを助けるが、いろはを人間に化けた魔女だと誤解した。後に魔法少女の真実を知り、まどかとさやか魔法少女に導いてしまった罪悪感もあってマギウスの翼に加入する。
第1期13話では神浜聖女のウワサに憑依されており、マギウスに異を唱えるいろは、やちよに対して攻撃を行い戦闘になる。さらに自身を探しに来たさやかとも戦闘になり、ホーリーマミに変化。最後は建物の崩壊に巻き込まれるが、いろはを道連れにしたところで第1期は幕を下ろす。
その後第2期6話で再登場し、8話でまどかとさやかの協力によってウワサから解放された。第3期では一切登場せず。
佐倉杏子（さくら きょうこ）
声 - 野中藍
第1期6話、7話に登場。魔女狩りを目的に神浜市を訪れ、そこでマギウスの翼に一度は加入するが信用できずに脱退。その後はいろはたちと協力してフクロウ幸運水のウワサを撃退した。
第2期では1話のさやかの回想で姿を見せ、5話で本編に登場。白羽根の姿でホテル・フェントホープに潜入してグリーフシードを盗んで逃走していたところにフェリシア・さなと遭遇。2人を巻き込む形で行動を共にし、逃げた先で魔女プラントやエンブリオ・イブの姿を目撃する。その後はまどかやいろはたちと共に鶴乃、マミと交戦。マミがウワサから解放された後はさやかと共に彼女を担ぎ見滝原市へと戻っていった。
美樹さやか（みき さやか）
声 - 喜多村英梨
第1期10話、第1期13話に登場。第1期10話ではマミの回想にて登場した。第1期13話ではマギウスの翼に加入したマミと戦闘になり善戦するも、ホーリーマミに変化したマミには敵わず、崩壊する建物からやちよを連れて撤退する。
第2期1話では魔法少女と魔女の真実を知り、マミの異変をまどかとほむらに伝えた。ベテランの魔法少女であるマミへの劣等感から塞ぎ込むも、まどかの励ましによって立ち直る。8話ではまどかとのコネクトでマミからウワサを剥がすことに成功し、杏子と共に彼女を担ぎ見滝原市へと戻っていった。
キュゥべえ
声 - 加藤英美里
少女の願いを一つ叶える代わりに魔法少女に変化させる「契約」を交わす地球外生命体。
神浜市では機能停止してしまうため、現在神浜市には上記の小さいキュゥべえ以外の個体は存在していない。
第1期1話では宝崎市の個体がいろはと会話している他、第1期3話では神浜市に入ることが出来ず機能停止してしまう謎の解明のため、マミへ調査を依頼する個体が登場している。
第2期1話では魔法少女と魔女の真実を伝えなかったことをさやかに糾弾される。
早乙女和子（さおとめ かずこ）
声 - 岩男潤子
第2期1話に登場。
舞台装置の魔女 / ワルプルギスの夜
マギウスの翼がドッペルシステムの完成のためにウワサを用いて呼び寄せようとした魔女。ウワサ崩壊後は進路を見滝原市に戻し、使い魔がまどか達と応戦。その後はまどかに倒された事が示唆されている。

### ゲストキャラクター
原作ゲーム版に登場するサブキャラクターの一部が端役として登場。
以下のキャラクター以外にも、エンドクレジットで名前は出ていないものの声優がゲーム版のまま登場している人物や、声は無いもののモブキャラ的に登場している人物なども登場している。
- 五十鈴れん（いすず れん）[注 7]（声 - 尾崎由香）[登場:第1期第2話][注 8]
- 梢麻友（こずえ まゆ）（声 - 相坂優歌）[登場:第1期第3話][注 8]
- 史乃沙優希（ふみの さゆき）（声 - Machico[注 9]）[登場:第1期第3話]
- 常盤ななか（ときわ ななか）（声 - M・A・O）[登場:第1期第6話、第2期第6話[注 10]][注 8]
- 純美雨（ちゅん めいゆい）（声 - 西明日香）[登場:第1期第6話、第2期第6話[注 10]][注 8]
- 志伸あきら（しのぶ あきら）（声 - 村中知）[登場:第1期第6話、第2期第6話[注 10]][注 8]
- 夏目かこ（なつめ かこ）（声 - 鈴木絵理）[登場:第1期第6話、第2期第6話[注 10]][注 8]
- 和泉十七夜（いずみ かなぎ）（声 - 千本木彩花）[登場:第1期第8話[注 11]、第2期第6話・第8話、第3期第3話・第4話]
- 宮尾時雨（みやび しぐれ）[注 12]（声 - 鬼頭明里）[登場:第2期第1話][注 8]
- 観鳥令（みどり りょう）[注 13]（声 - 河瀬茉希）[登場:第2期第5話][注 8]

### アニメオリジナルキャラクター
黒江（くろえ）
声 - 花澤香菜
宝崎市に住む魔法少女で、いろはとは魔女との戦いを通じて交流を持っている。
元は「好きな人と付き合いたい」と願って魔法少女になったが破局し、その願いの代わりに魔女との戦いを繰り返す日々に疲れ切っていた。だが「神浜市に行けば魔法少女は救われる」と告げる少女の夢を見たことで神浜市に何があるのか執着するようになる。
第1期では、第1話で登場して以来姿を見せることがなく、第2話でいろはが電話をかけても連絡が取れない状態だったが、第13話においてマギウスの翼の黒羽根となっていたことが明らかとなる。
第2期ではねむから万年桜のウワサを探すよう依頼を受けて行動、その途上でやちよとともに万年桜のウワサの結界に入りいろはを目覚めさせる。以降いろはと行動を共にするが、羽根たちに行く手を阻まれたときにいろはを先に行かせてドッペルを出現させる。しかしその力を使って以降ドッペルからの言葉を聞いて迷いが生じるようになり、最後にはドッペルに飲み込まれてしまう。
第3期ではドッペルの侵食が進み、いろはの健闘も虚しくアリナが張った皮膜を突き抜けて魔女化し、いろはに討たれる。
登場する人物の中で唯一フルネームが不明な人物である。これはこの名前が「苗字か名前か分からない」と設定されているためである。
2022年3月28日にはアニメ版から逆輸入される形で原作ゲームのプレイアブルキャラクターとして実装された。
石中魚の魔女 / Boxwood
第1期第1話に登場。性質は「蟄居」。大きな一つ目を持った黒いサンショウウオの姿をしている。宝崎市でいろは、黒江を襲撃し神浜市まで連れ込むも、砂場の魔女の結界で魔女に引き裂かれてしまう。のちに原作ゲームにも登場した。
石中魚の魔女の手下
第1期第1話に登場。役割は「漂着物」。のちに原作ゲームにも登場した。
獄門の魔女
第1期第12話に登場。性質は「袖絞り」。逆さ向きの白い生首の姿をしている。過去にやちよたちが戦った魔女で、大量の人間を食べて使い魔から成長した個体が登場。かなえによって攻撃を跳ね返され、相討ちとなった。のちに原作ゲームにも登場した。
獄門の魔女の手下
第1期第12話に登場。役割は「絞首」。糸受けが刺さった白い下半身の姿をしており、糸を伸ばして対象を拘束する。のちに原作ゲームにも登場した。
批評家の魔女
第1期第12話に登場。性質は「権威」。巨大な黒い腕の姿をしており、周囲の白い手が杭を突き刺す。過去にやちよたちが戦った魔女で、工匠区、中央区、水名区、大東区に流れ着いてきた。一行を追い詰め、メルに重傷を負わせて撤退した。
批評家の魔女の手下
第1期第12話に登場。役割は「便乗」。ノミのような姿をしており、対象を噛みちぎる。のちに原作ゲームにも登場した。
卜者の魔女
第1期第12話に登場。性質は「開示」。批評家の魔女との戦闘で重傷を負い、ソウルジェムが濁りきったメルが魔女化した姿。第2期第8話の鶴乃の回想において、元の姿がメルだと知らない鶴乃が倒したことが明かされている。
のちに原作ゲームにも登場したがアニメとは設定が一部異なり、イベント「耳を撫でて彼岸の声」復刻版追加ストーリーにおいて、マギウスの一件の終結後メルの墓参りに訪れたやちよ・みふゆの前に出現、過去への決別として2人に倒されている。
魔女168号
第2期第3話で登場。いろはのドッペルが作り出した夢の世界において魔女役を演じる存在で、幸福な魔女の手下に似た頭部を持つ。のちに原作ゲームに登場し、詳細な設定が明かされた。
くろ
声 - 城内由茄子
第3期第3話の黒江の回想に登場した魔法少女。魔女の結界に入り込んだ猫を助けるため、魔女と戦っていたところを黒江に助けられるもそれ以来彼女と会うことは無かった。
後に原作ゲームでも黒江の魔法少女ストーリーにおいてゲストとして登場、2023年2月10日に原作ゲームの期間限定イベントでの配布という形でプレイアブルキャラクターとして実装された。この際に魔法少女ストーリーにおいていろはが以前通っていた宝崎市立第一中学校に在籍しており、いろはとも多少なりとも面識があった事が語られている。
ハナミチの魔女
第3期第1話で登場。性質は「生還」。過去にいろはが病院の霊安室で戦っており、その様子をういたちが目撃する。
他の地域から流れてきた魔女で、レンコンの切り口のような頭部を持ち、人間の死体を自身に吸収させることで手下として生まれ変わらせることができる。
ハナミチの魔女の手下
第3期第1話で登場。役割は「クランケ」。ハナミチの魔女によって生まれ変わり使い魔となった死者たちで、包帯で巻かれた姿となっている。
肉焼きの魔女
第3期第3話で登場。性質は「労務」。くろが戦っていた魔女で、黒江が乱入してきたことで逃走する。
労働するために生きている犬型の魔女で、本体は頭部の回し車におり、その中で走り続けて車を回転させ、発生した動力で肉を焼き続ける。
肉焼きの魔女の手下
第3期第3話で登場。役割は「下働き」。肉焼きの魔女とともに働かされている使い魔で、焼いた肉の提供と皿洗いが主な仕事。肉焼きの魔女の本体が過労死すると使い魔の中から適当な者が選ばれ、新たな魔女となる。
ヨダカの魔女
第3期第3話の終盤で黒江が魔女化した存在。性質は「逃避」。人間の身体に夜鷹の頭部と泥の翼を持った姿をしている。
空高く飛び立とうとしたが、いろはの短剣による一刺しで倒された。
第2期から黒江が出現させるドッペル、「逃避のドッペル」として先に登場しており、この時は黒江の被るフードが夜鷹の頭部と翼に変わる。
アリナ・イブ（通称）
第3期第4章の終盤で、アリナが熱病のドッペルを出現させ自らを食わせるとともに、エンブリオ・イブに感染させその身体を乗っ取った姿。
この状態によって、年齢性別を問わず数万人規模で一般人を熱病のドッペルに感染させ、人工的な魔法少女を生み出すことが出来る。普通の魔法少女同様グリーフシードによる浄化が行われないと、熱病のドッペルに身体を乗っ取られ魔女化することになる。

## スタッフ
|                                  | 第1期                                     | 第2期                                     | 第3期                                     |
| -------------------------------- | ----------------------------------------- | ----------------------------------------- | ----------------------------------------- |
| 原作                             | Magica Quartet                            | Magica Quartet                            | Magica Quartet                            |
| 総監督                           | 劇団イヌカレー（泥犬）                    | 劇団イヌカレー（泥犬）                    | 劇団イヌカレー（泥犬）                    |
| 監督                             |                                           | 宮本幸裕                                  | 宮本幸裕                                  |
| 副監督                           | 宮本幸裕                                  | 吉澤翠                                    | 吉澤翠                                    |
| シリーズ構成                     | 劇団イヌカレー（泥犬）                    | 劇団イヌカレー（泥犬）                    | 劇団イヌカレー（泥犬）                    |
| シリーズ構成                     | 高山カツヒコ                              |                                           |                                           |
| 脚本                             | 劇団イヌカレー（泥犬）                    | 劇団イヌカレー（泥犬）                    |                                           |
| 脚本                             | 小川楓、池梟リョーマ                      | 高山カツヒコ、西部真帆                    | 高山カツヒコ、西部真帆                    |
| メインキャラクター原案           | 蒼樹うめ                                  | 蒼樹うめ                                  | 蒼樹うめ                                  |
| キャラクターデザイン・総作画監督 | 谷口淳一郎                                | 谷口淳一郎                                | 谷口淳一郎                                |
| 総作画監督                       | 杉山延寛、山村洋貴                        | 伊藤良明、岩本里奈                        |                                           |
| アクションディレクター           | 橋本敬史                                  |                                           |                                           |
| メインアニメーター               | 宮井加奈                                  | 宮井加奈                                  | 宮井加奈                                  |
| メインアニメーター               | 高野晃久                                  |                                           |                                           |
| メインアニメーター               | 伊藤良明                                  | 川田和樹、長田寛人                        | 川田和樹、長田寛人                        |
| 美術監督                         | 内藤健                                    | 内藤健                                    | 内藤健                                    |
| 美術設定                         | 大原盛仁                                  | 大原盛仁                                  | 大原盛仁                                  |
| 異空間設計                       | 劇団イヌカレー（泥犬）                    | 劇団イヌカレー（泥犬）                    | 劇団イヌカレー（泥犬）                    |
| 異空間設計                       | 渋田直彰、タカウチミユウ                  |                                           |                                           |
| 異空間設計                       |                                           | 濱形優也                                  | 丸尾健士                                  |
| ウワサ空間設計                   | J・A・シーザー                            |                                           |                                           |
| 色彩設計                         | 日比野仁                                  | 日比野仁                                  | 日比野仁                                  |
| 編集                             | 松原理恵                                  | 松原理恵                                  | 松原理恵                                  |
| 編集                             | 白石あかね                                |                                           |                                           |
| CG監督                           | 島久登                                    | 島久登                                    | 島久登                                    |
| 撮影監督                         | 土屋康次                                  | 江上怜                                    | 江上怜                                    |
| 脚本協力                         | エルスウェア                              |                                           |                                           |
| 設定協力                         | f4samurai                                 | f4samurai                                 | f4samurai                                 |
| 音楽                             | 尾澤拓実                                  | 尾澤拓実                                  | 尾澤拓実                                  |
| 音楽プロデューサー               | 森康哲                                    | 森康哲                                    | 森康哲                                    |
| 音楽協力                         | 梶浦由記（『魔法少女まどか☆マギカ』より） | 梶浦由記（『魔法少女まどか☆マギカ』より） | 梶浦由記（『魔法少女まどか☆マギカ』より） |
| 音楽制作                         | アニプレックス                            | アニプレックス                            | アニプレックス                            |
| 音響監督                         | 鶴岡陽太                                  | 鶴岡陽太                                  | 鶴岡陽太                                  |
| アニメーションプロデューサー     |                                           | 松川裕也                                  | 松川裕也                                  |
| プロデューサー                   | 石川達也、小林宏之、佐藤允紀              | 石川達也、小林宏之、佐藤允紀              | 石川達也、小林宏之、佐藤允紀              |
| プロデューサー                   | 久保田光俊                                | 岡田康弘                                  | 岡田康弘                                  |
| アニメーションスーパーバイザー   | 新房昭之                                  | 新房昭之                                  | 新房昭之                                  |
| アニメーション制作               | シャフト                                  | シャフト                                  | シャフト                                  |
| 製作                             | Magia Record Anime Partners               | Magia Record Anime Partners               | Magia Record Anime Partners               |

## 音楽
劇中曲は尾澤拓実による新規楽曲に加え、梶浦由記による『魔法少女まどか☆マギカ』本編のBGMも使用されており、音楽協力としてクレジットされている。また、舞台版『マギアレコード』の楽曲や、ゲーム第1部エンディングテーマ「余白のほんね」の別アレンジによるインストゥルメンタルバージョンも使用されている。ウワサ空間のデザインを手がけたJ・A・シーザーも挿入歌「ウワサ数え唄」を作曲している。
主題歌のうち第1期オープニングテーマと第2期エンディングテーマはゲーム版主題歌も担当し、メンバー3人ともメインキャラクター役で出演しているTrySailが引き続き担当、第1期エンディングテーマと第2期オープニングテーマは『魔法少女まどか☆マギカ』テレビアニメ版・劇場版でオープニングテーマを、本作品ゲーム版では第2部イメージソングを担当しているClariSが起用されている。最終章最終話のエンディングテーマはこの2組によるコラボレーション楽曲となっている。

### 主題歌
「ごまかし」
TrySailによる第1期オープニングテーマ。作詞・作曲は渡辺翔、編曲は湯浅篤。
「アリシア」
ClariSによる第1期エンディングテーマ。作詞・作曲は毛蟹、編曲は湯浅篤。
「ニグレド」
シトの作詞・歌による第1期第13話エンディングテーマ。作曲・編曲は尾澤拓実。
「ケアレス」
ClariSによる第2期オープニングテーマ。第3期第2話・第3話でも使用。作詞・作曲は渡辺翔、編曲は湯浅篤。
「Lapis」
TrySailによる第2期エンディングテーマ。第3期第1話・第2話でも使用。作詞・作曲は渡辺翔、編曲は湯浅篤。
「オルゴール」
ClariS×TrySailによる第3期最終話エンディングテーマ。作詞・作曲は渡辺翔、編曲は湯浅篤

### 挿入歌
「ウワサ数え唄」
加藤英美里による第1期第1話および第2期第6話挿入歌。作詞は泥犬、作曲はJ・A・シーザー、編曲は日高哲英。
「国宝ハイエンド」
史乃沙優希（Machico）による第1期第3話挿入歌。作詞・作曲は渡辺翔、編曲は佐々木裕。

### イメージソング
いずれも作詞・歌のシトと作曲・編曲の尾澤拓実の音楽ユニット「ReReGRAPHICS」による、第3期のイメージソング。
「閃光」
第2期BD/DVD第3巻同梱サウンドトラックに収録され、第3期PVではBGMとして使用。
第3期第3話エンディングではオルゴールアレンジのインストゥルメンタルバージョンが使われている。
「Q」
第3期BD/DVD第1巻同梱サウンドトラックに収録。BD/DVD発売告知CMのBGMとして使用。
「ablaze」
第3期BD/DVD第2巻同梱サウンドトラックに収録。BD/DVD発売告知CMのBGMとして使用

## 各話リスト
| 話数 | サブタイトル                               | 脚本                                       | 絵コンテ                        | 演出            | ディレクター | 作画監督 | 放送日        |       |       |       |       |       |       |       |       |       |       |       |       |       |       |       |       |       |
| 第1期 | 第1期                                      | 第1期                                      | 第1期                           | 第1期           | 第1期        | 第1期 | 第1期         | 第1期 | 第1期 | 第1期 | 第1期 | 第1期 | 第1期 | 第1期 | 第1期 | 第1期 | 第1期 | 第1期 | 第1期 | 第1期 | 第1期 | 第1期 | 第1期 | 第1期 |
| --- | ------------------------------------------ | ------------------------------------------ | ------------------------------- | --------------- | ------------ | --- | ------------- | ----- | ----- | ----- | ----- | ----- | ----- | ----- | ----- | ----- | ----- | ----- | ----- | ----- | ----- | ----- | ----- | ----- |
| 第1話 | やぁやぁ、知ってる？魔法少女のその噂       | 小川楓 劇団イヌカレー （泥犬）             | 鈴木利正                        | 宮本幸裕        | 宮本幸裕     | 杉山延寛 山村洋貴 宮井加奈 伊藤良明                                                                               | 2020年 1月5日 |       |       |       |       |       |       |       |       |       |       |       |       |       |       |       |       |       |
| 宝崎市の中学生である環いろはは、魔法少女として魔女と戦う日々を過ごしていたが、魔法少女になった時の自分の願い事がなんだったのかを思い出せずにいた。ある日の帰りの電車の中で、いろはは情報交換をする仲である魔法少女の黒江から「神浜市に行けば魔法少女は救われる」という噂を聞かされる。その直後に電車ごと魔女の結界に入ってしまい、応戦する中でいろはは小さなキュゥべえに遭遇する。魔女は移動先である神浜市の魔法少女の七海やちよによって撃破され、いろはと黒江はやちよから神浜市に近づかないよう警告を受ける。その夜、夢を見たいろはは自分が妹のういの病気を治すことを願って魔法少女になったことを思い出す。 |                                            |                                            |                                 |                 |              | |               |       |       |       |       |       |       |       |       |       |       |       |       |       |       |       |       |       |
| 第2話 | それが絶交証明書                           | 小川楓 劇団イヌカレー（泥犬）              | 大谷肇                          | 大谷肇          | 岡田堅二朗   | 佐藤隼也 伊藤良明 清水勝祐 宮嶋仁志                                                                               | 1月12日       |       |       |       |       |       |       |       |       |       |       |       |       |       |       |       |       |       |
| ういが存在した痕跡が自分の周囲からなくなっていたことに気づいたいろはは、夢の記憶を頼りに神浜市に向かい、そこで魔女に遭遇したところを十咎ももこ、水波レナ、秋野かえでの3人組の魔法少女に助けられる。ももこたちは、レナとかえでの学校で噂になっている、自分の名前と相手の名前を書くことでその相手と絶交できる「絶交階段」と、鎖の魔女との関係を疑い調査をしている最中だった。いろはが3人に相談に乗ってもらうなか、レナとかえでが口論になり喧嘩別れする。後日、かえでは逃げ回っていたレナを捕まえて謝罪するが、その直後にかえでは鎖の化け物に攫われる。絶交階段にはレナとかえでの名前が書かれていた。 |                                            |                                            |                                 |                 |              | |               |       |       |       |       |       |       |       |       |       |       |       |       |       |       |       |       |       |
| 第3話 | 友達にしてごめんね                         | 小川楓 劇団イヌカレー（泥犬）              | 岡田堅二朗                      | 岡田堅二朗      | 岡田堅二朗   | 伊藤良明 宮井加奈 浅井昭人 松崎嘉克                                                                               | 1月19日       |       |       |       |       |       |       |       |       |       |       |       |       |       |       |       |       |       |
| 攫われたかえでを取り戻すべく、ももこたちはやちよに協力を求める。やちよから足手まといになると判断されたいろはは、ソウルジェムを調整できる調整屋の魔法少女の八雲みたまの調整を受ける。学校にて、レナがかえでへの謝罪の言葉を口にしたことによって現れた鎖の化け物を撃破し、戻ってきたかえでとレナは和解する。一方で、やちよは鎖の化け物がグリーフシードを落とさなかったことから、噂の化け物が魔女ではない可能性を考えるようになる。レナの協力を得たいろはは、ういが入院していたとされる病院にういの痕跡はなかったが、ういの病院での友人だった里見灯花と柊ねむが以前入院していた確証を得る。一方、見滝原市の魔法少女である巴マミは、神浜市に入れなくなったというキュゥべえから、魔女が神浜市に集中している異変についての調査を頼まれる。 |                                            |                                            |                                 |                 |              | |               |       |       |       |       |       |       |       |       |       |       |       |       |       |       |       |       |       |
| 第4話 | 過去じゃないです                           | 小川楓 劇団イヌカレー（泥犬）              | 安食圭                          | 浅見隆司        | 吉澤翠       | 宮嶋仁志 宮井加奈 武藤信宏 鳥山冬美 清水勝祐                                                                      | 1月26日       |       |       |       |       |       |       |       |       |       |       |       |       |       |       |       |       |       |
| ういの手がかりを得るために神浜市の噂を調査することに決めたいろはは、みたまから中華飯店「万々歳」の娘である魔法少女の由比鶴乃を紹介される。いろはの事情を知った鶴乃は自分の知り合いにも協力を頼むが、その相手はやちよだった。いろはたちは、会いたい人の名前を絵馬に書いてお参りすればその相手に会えるという水名区の「口寄せ神社の噂」を調べることになり、最終的には夜に水名神社を訪れることで口寄せ神社に行くことができると突き止める。 |                                            |                                            |                                 |                 |              | |               |       |       |       |       |       |       |       |       |       |       |       |       |       |       |       |       |       |
| 第5話 | あなたが割って入る隙間なんてないんですよ？ | 小川楓 劇団イヌカレー（泥犬）              | 宮本幸裕 吉澤翠                 | 吉澤翠          | 吉澤翠       | 伊藤良明 清水勝祐 松崎嘉克 築山翔太 高野晃久                                                                      | 2月2日        |       |       |       |       |       |       |       |       |       |       |       |       |       |       |       |       |       |
| 神社の絵馬にいろははういの名前を、やちよは幼なじみの梓みふゆの名前を書く。噂の通りにいろはの前にういが現れるが、それは似ても似つかない偽物だった。偽物のういが消え、魔法少女となった偽物のみふゆを辛くも撃退した直後に口寄せ神社の主である馬の化け物が出現し窮地に陥るが、ソウルジェムの濁りきったいろはが謎の化け物を生み出し馬の化け物を撃破。暴走しかけたいろはの化け物は、駆けつけたマミによって消滅させられる。マミはいろはを人間に化けた魔女と誤解し、銃口を向けるもやちよと鶴乃の説得に応じて身を引く。一方、魔女との戦闘でソウルジェムが濁りきり、いろはと同様に意図せず謎の化け物を生み出して魔女を撃破したかえでは、パニックに陥っていた。 |                                            |                                            |                                 |                 |              | |               |       |       |       |       |       |       |       |       |       |       |       |       |       |       |       |       |       |
| 第6話 | なんだってしてやるよ                       | 池梟リョーマ 小川楓 劇団イヌカレー（泥犬） | 二宮壮史                        | 宮本幸裕        | 岡田堅二朗   | 正木優太 | 2月9日        |       |       |       |       |       |       |       |       |       |       |       |       |       |       |       |       |       |
| やちよの家で一晩世話になったいろはは、宝崎市に帰る前に神浜市を見て回ることに決める。工匠区に迷い込んだいろはは、幸運を呼び込むという「フクロウ幸運水」を勧められて思わず口にし、同じく水を飲んだ傭兵魔法少女の深月フェリシアと知り合う。2人は行く先々で幸運な出来事に遭遇するが、それはカウントがゼロになったときに不幸がもたらされる「フクロウ幸運水」の噂によるものだとやちよから知らされる。いろはたちは噂を広めている謎の存在を見つけ追跡するが、そこへ現れた「マギウスの翼」を名乗る魔法少女の集団にウワサから手を引くよう忠告される。 |                                            |                                            |                                 |                 |              | |               |       |       |       |       |       |       |       |       |       |       |       |       |       |       |       |       |       |
| 第7話 | 一緒に帰りたい                             | 池梟リョーマ 小川楓 劇団イヌカレー（泥犬） | 大石美絵                        | 岡田堅二朗      | 岡田堅二朗   | 宮嶋仁志 宮井加奈 武藤信宏 鳥山冬美 たかおかきいち 安食圭                                                         | 2月16日       |       |       |       |       |       |       |       |       |       |       |       |       |       |       |       |       |       |
| マギウスの翼からの勧誘を承諾したフェリシアは、魔女を求めて神浜市を訪れ、同じく勧誘を受けた風見野市の魔法少女である佐倉杏子と出会う。フェリシアを追って地下水路に入ったいろはたちは、待ち構えていたマギウスの翼の天音月夜・月咲の姉妹と交戦。目的を達成するためにウワサが必要だというマギウスの翼は魔女の手下を呼び出していろはたちを追い詰めるが、全ての魔女を倒すことを目的としたフェリシアと、組織を信用できない杏子はマギウスの翼を裏切る。単独で地下水路の奥に進んだいろはは大元のウワサに苦戦するが、口寄せ神社での戦闘を思い出し、謎の化け物を召喚することによって勝利する。ウワサが撃破されたことを察知した一同の前にはみふゆが現れ、やちよたちはみふゆがマギウスの翼の一員となっていたことを知る。 |                                            |                                            |                                 |                 |              | |               |       |       |       |       |       |       |       |       |       |       |       |       |       |       |       |       |       |
| 第8話 | 絶対に返信しちゃだめよ                     | 小川楓 劇団イヌカレー（泥犬）              | 佐久間貴史                      | 宮﨑修治        | 吉澤翠       | 伊藤良明 高野晃久 佐藤隼也 清水勝祐 松崎嘉克 築山翔太                                                             | 2月23日       |       |       |       |       |       |       |       |       |       |       |       |       |       |       |       |       |       |
| 両親の仕事の都合で神浜市の学校へ転校したいろはと、行くあてのなかったフェリシアは、やちよの家である「みかづき荘」に下宿することになった。いろはは同じ学校に通うことになったレナから、かえでと連絡が取れなくなったことと、「ひとりぼっちの最果て」という噂について聞かされる。そして鶴乃からも、電波塔の下でスマホを耳に当てると女の子の声が聞こえるという「電波少女」の噂を聞く。後日、いろはは自分に立て続けに届いている迷惑メールの主が自分が魔法少女だと知っていることに気づき、電波少女と関係している可能性を考えて電波塔を訪れ、その周辺にマギウスの翼である月夜がいたことにより確信を得る。 |                                            |                                            |                                 |                 |              | |               |       |       |       |       |       |       |       |       |       |       |       |       |       |       |       |       |       |
| 第9話 | 私しかいない世界                           | 小川楓 劇団イヌカレー（泥犬）              | 吉澤翠                          | 吉澤翠          | 吉澤翠       | 吉田智裕 宮井加奈 武藤信宏 鳥山冬美 松崎嘉克 たかおかきいち 宮嶋仁志 高野晃久                                     | 3月1日        |       |       |       |       |       |       |       |       |       |       |       |       |       |       |       |       |       |
| 迷惑メールに返信したいろはは、送り主の「アイ」と名乗るひとりぼっちの最果てのウワサと対話を始める。アイは、現在の最果ての世界には魔法少女の二葉さなが監禁されているが、もうこれ以上人を呼びたくないため、自分を消してさなを助けてほしいといろはに頼む。いろははアイから指定された方法で結界を訪れてさなに呼びかけるが、そこへマギウスの翼を束ねるマギウスの1人であるアリナ・グレイが現れ、妨害を受ける。アイはアリナを結界の外へ転移させるが、アリナの攻撃を受けたことによって自我を失いかけていたため、さなに介錯を頼んで倒される。 |                                            |                                            |                                 |                 |              | |               |       |       |       |       |       |       |       |       |       |       |       |       |       |       |       |       |       |
| 第10話 | 私の名前                                   | 小川楓 劇団イヌカレー（泥犬）              | 大石美絵                        | 浅見隆司        | 吉澤翠       | 伊藤良明 高野晃久 鳥山冬美 松崎嘉克 佐藤隼也 宮井加奈 宮嶋仁志 たかおかきいち 秋葉徹                              | 3月8日        |       |       |       |       |       |       |       |       |       |       |       |       |       |       |       |       |       |
| 現実世界に戻ってきたいろはとさなは、やちよたちと合流する。ひとりぼっちの最果てを破壊されたことに激怒したアリナは結界の中で育成した魔女をいろはたちに差し向けるが、マギウスの翼の一員となったマミとみふゆによって止められる。マミは魔法少女の真実を知り、後輩を魔法少女に導いてしまった事に責任感を感じていた。後日、新たにさなをみかづき荘に迎え、5人はマギウスの目的について考え始めるが、その中でいろははねむがマギウスの1人となっていることをさなから知らされる。 |                                            |                                            |                                 |                 |              | |               |       |       |       |       |       |       |       |       |       |       |       |       |       |       |       |       |       |
| 第11話 | 約束は午後三時、記憶ミュージアムにて       | 池梟リョーマ 小川楓 劇団イヌカレー（泥犬） | 宮﨑修治                        | 高橋謙仁        | 宮本幸裕     | 伊藤良明 高野晃久 宮井加奈 船越麻友美 佐藤隼也 築山翔太 松崎嘉克 秋葉徹 たかおかきいち                            | 3月15日       |       |       |       |       |       |       |       |       |       |       |       |       |       |       |       |       |       |
| いろははマギウスの鍔座であることを隠して月夜が通う学校を訪れ、ねむに会わせてもらえるよう頼む。月夜から相談を受けたみふゆは、みかづき荘を訪れていろはたちをマギウスの翼に勧誘し、記憶ミュージアムで行われる魔法少女の救済についての講義に招待する。記憶ミュージアムの場所を特定し、ふさぎ込んだやちよを除くみかづき荘の4人は目的の廃墟に訪れ、いろははマギウスの1人となっていた灯花と再会する。一方で、ももこは1年前にやちよや自分に起こった出来事をレナに教える決意をする。 |                                            |                                            |                                 |                 |              | |               |       |       |       |       |       |       |       |       |       |       |       |       |       |       |       |       |       |
| 第12話 | どうしてこんなにみじめなんですか           | 小川楓 劇団イヌカレー（泥犬）              | 佐久間貴史 平向智子             | 岡田堅二朗      | 宮本幸裕     | 小林大地 吉田智裕 木村博美 篠衿花 宮井加奈 岩本里奈 高野晃久 松崎嘉克 宮嶋仁志 船越麻友美 沼田誠也 伊藤良明       | 3月22日       |       |       |       |       |       |       |       |       |       |       |       |       |       |       |       |       |       |
| 記憶ミュージアムのアトラクションによって、いろはは魔法少女の真実とともに、過去にやちよたちが魔法少女の仲間である雪野かなえと安奈メルを喪っていたことを知る。灯花は、ソウルジェムが穢れきることで出現する化け物は、魔女化を回避することができるドッペルのシステムによるものであり、それを世界に広めることで魔法少女を救済できると説明し、改めていろはを勧誘する。一方で、ももことレナの前には、マギウスの翼の一員となっていたかえでが姿を現す。 |                                            |                                            |                                 |                 |              | |               |       |       |       |       |       |       |       |       |       |       |       |       |       |       |       |       |       |
| 第13話 | たったひとつの道しるべ                     | 小川楓 劇団イヌカレー（泥犬）              | 鈴木利正 安食圭 宮本幸裕        | 宮本幸裕        | 宮本幸裕     | 伊藤良明 高野晃久 宮井加奈 船越麻友美 宮嶋仁志 築山翔太 岩本里奈 沼田誠也 松崎嘉克 宮﨑修治                       | 3月29日       |       |       |       |       |       |       |       |       |       |       |       |       |       |       |       |       |       |
| マギウスからの勧誘を断ったいろはは、やちよと合流して姿を消した鶴乃たちを探そうとするが、やちよからはチームの解散を告げられる。やちよの魔法少女になった時の願い事は「モデルユニットのリーダー生き残ること」で、その願いが歪められてかなえとメルが自分を庇って死んでしまったのではないかという思いに囚われていたこと知ったいろはは、自分がそうならない前例になることを約束してやちよを説得する。2人は崩壊し始めた記憶ミュージアムからの脱出を試みてマミの妨害を受けるが、そこへマミの後輩の魔法少女である美樹さやかが現れる。ウワサと融合したマミに、いろはとやちよもドッペルを行使して応戦するが、マミといろはは記憶ミュージアムの崩壊に巻き込まれて姿を消し、やちよはさやかによって外へ連れ出される。一方、某所では灯花からマギウスの翼の羽根へ向けた演説が行われており、そこにはももことレナ、かえで、羽根のローブを羽織った鶴乃たち、そして黒江の姿があった。アリナは一人、ワルプルギスの夜を待ち望む。 |                                            |                                            |                                 |                 |              | |               |       |       |       |       |       |       |       |       |       |       |       |       |       |       |       |       |       |
| 第2期 |                                            |                                            |                                 |                 |              | |               |       |       |       |       |       |       |       |       |       |       |       |       |       |       |       |       |       |
| 第1話 | みんなでなら魔法少女になれる気がしたの     | 劇団イヌカレー（泥犬） 高山カツヒコ        | 八瀬祐樹 吉澤翠 横屋健太        | 宮本幸裕        | -            | 伊藤良明 山村洋貴 高野晃久 宮井加奈 秋葉徹 河島久美子                                                             | 2021年 8月1日 |       |       |       |       |       |       |       |       |       |       |       |       |       |       |       |       |       |
| 見滝原市の魔法少女、暁美ほむらは親友の鹿目まどかと共に委員長の魔女と戦う中で、不思議な少女からの言葉を聞く。ほむらは動揺し直後劣勢に立たされるが、神浜から戻ってきたさやかの助太刀で難を逃れる。戦いの後さやかは2人に神浜でのマミの変貌や「魔法少女の真実」について告げる。明くる日魔女が再び出現、ほむらは単身戦おうとし、まどかは彼女を助けるために向かいつつ、さやかに来てもらうよう呼びかける。ほむらとさやかは希望を捨てないまどかに感化され、3人で協力して魔女を倒すことに成功。3人はマミを助けるために神浜に向かうことを決意する。一方、神浜ではやちよがマギウスの翼の黒羽根を半ば脅す形で本拠地の情報を得ようとしていた。その頃黒江はある少女から「環いろはについて知っているか」と尋ねられる。 |                                            |                                            |                                 |                 |              | |               |       |       |       |       |       |       |       |       |       |       |       |       |       |       |       |       |       |
| 第2話 | あなたとは少しも似てなんかない             | 劇団イヌカレー（泥犬） 高山カツヒコ        | 宮本幸裕 吉澤翠                 | 渋田直彰        | -            | 伊藤良明 宮井加奈 佐藤隼也 宮嶋仁志                                                                               | 8月8日        |       |       |       |       |       |       |       |       |       |       |       |       |       |       |       |       |       |
| やちよはマギウスの本拠地である「ホテル・フェントホープ」の場所を突き止めるため黒羽根を追い、ウワサと戦い続けていた。以前ウワサが出没したシャッター商店街に向かうと、かつて出会った黒江と小さいキュゥべえに出くわす。逃げようとする黒江を追おうとするとみふゆが現れ、「いろはのような犠牲者を出さないためにもマギウスの計画は必要」とやちよの説得を試みるが、やちよは「あなたはいろはとは違う」と言い放つ。互いにドッペルを繰り出し激闘を繰り広げるも、やちよの「皆を救いたい」という一瞬の迷いでみふゆは難を逃れ、黒江を連れてその場を離れようとする。だが、小さいキュゥべえが飛び出てしまい、黒江とやちよはその後を追いかけ、ウワサの結界へと迷い込む。そこはマギウスの1人であるねむが黒江に探すように言った「万年桜のウワサ」の結界で、2人の眼前には行方がわからなかったいろはが現れた。 |                                            |                                            |                                 |                 |              | |               |       |       |       |       |       |       |       |       |       |       |       |       |       |       |       |       |       |
| 第3話 | 持ちきれないほどあったでしょ               | 高山カツヒコ                               | 吉澤翠                          | 吉澤翠          | -            | 松崎嘉克 武藤信宏 宮井加奈 船越麻友美 たかおかきいち                                                              | 8月15日       |       |       |       |       |       |       |       |       |       |       |       |       |       |       |       |       |       |
| 万年桜のウワサの結界内でいろはを見つけるも、彼女から沈黙のドッペルが出現し、やちよと黒江は飲み込まれてしまう。やちよが目を覚ますとそこはみかづき荘で暮らす自らといろはたち、そして本来いるはずのない黒江の姿だった。この世界はドッペルによって作り出された夢の世界であると考えたやちよは、いろはを目覚めさせるため単身中心部へと向かう。一方黒江はいろはと話す中で彼女に幸せについて問う。やちよと黒江それぞれがいろはにういのことを問うた直後世界が揺らぎ、ドッペルが真を語り始める。ういを見つけられず、さらに魔法少女の真実を知って精神が不安定になっているいろはを救うためにも、ドッペルが理想の世界を作り出したのだった。やちよは黒江の協力を得ながら幻影と戦い、自らの想いをいろはに訴えかけることでようやく解放し再会する。その頃、見滝原ではマミからの返事を受け決意を固めたまどかの姿があった。 |                                            |                                            |                                 |                 |              | |               |       |       |       |       |       |       |       |       |       |       |       |       |       |       |       |       |       |
| 第4話 | お前はそれでいいのかよ                     | 高山カツヒコ                               | 宮本幸裕 長田寛人               | 宮﨑修治        | -            | 清水勝祐 浅井昭人 松崎嘉克 高野晃久 宮﨑修治 たかおかきいち                                                       | 8月22日       |       |       |       |       |       |       |       |       |       |       |       |       |       |       |       |       |       |
| 黒江から「ねむがいろはのことを覚えている」と聞かされたいろはは、彼女に頼んでホテル・フェントホープへやちよを含めた3人で向かうが、入口で天音姉妹と鉢合わせる。やちよが姉妹を引きつけている間にいろはと黒江はフェントホープ内に入り、ねむの元へ向かう途中、黒羽根となっていたレナ・かえでと再会する。先を進むと魔女プラントを警備していた「働きグマのウワサ」に遭遇、戦闘となる。いろははドッペルを使おうとした黒江を止め、コネクトによって2人で協力してウワサを倒す。直後かえでのドッペルが暴走し彼女を乗っ取るが、いろはたちが動きを止め、白羽根姿のももこと共にやってきたみたまによって球体に閉じ込められ、ドッペルの濫用による副作用で同様の姿になった魔法少女の隔離病棟へと入れられてしまう。ももことレナが憤りを感じる中、いろはは自身がドッペルによって体験したことを思い出しながら、改めてねむを救うために彼女の元へと向かうことを決める。一方、マギウスの3人は来るべき最後の戦いに向けて話しあっていた。 |                                            |                                            |                                 |                 |              | |               |       |       |       |       |       |       |       |       |       |       |       |       |       |       |       |       |       |
| 第5話 | もう誰も許さない                           | 西部真帆                                   | 安食圭                          | 渋田直彰        | -            | 浅井昭人 宮井加奈 たかおかきいち 船越麻友美 松崎嘉克 宮嶋仁志 清水勝祐 高野晃久                                   | 8月29日       |       |       |       |       |       |       |       |       |       |       |       |       |       |       |       |       |       |
| ホテル・フェントホープではフェリシアとさなが黒羽根として働くが、さなはマギウスの翼の姿勢に疑問を抱いていた。2人はフェントホープに潜入しグリーフシードを盗んでいた杏子と出会い、巻き込まれる形で逃走する。一方みふゆは館内で鶴乃と再会するが、ウワサと融合した状態の鶴乃を見て困惑する。いろははみかづき荘の仲間の元へ向かうため単身出発しようとし、彼女の身を案じた黒江も同行する。そうした中、灯花が最終作戦を発表する。それは半径200km圏内のあらゆる魔女を神浜に呼び寄せ魔力を集め、人工魔女エンブリオ・イブを孵化させ自動浄化システムを世界中に広げるというものだった。直後、魔女プラントで飼育されている魔女がイブの食料となっているのを目の当たりにしたフェリシアは、元が同じ魔法少女だった魔女の扱いに憤りを感じていた。ねむの手によってフェントホープがキレーションランドのウワサと合体し準備を整えたその時、いろはと黒江は外に出ようとするもセキュリティチェックに引っかかってしまう。黒江はいろはを先に行かせ、羽根たちの前でドッペルを発動させた。 |                                            |                                            |                                 |                 |              | |               |       |       |       |       |       |       |       |       |       |       |       |       |       |       |       |       |       |
| 第6話 | 私にしかできないことです                   | 西部真帆                                   | 宮﨑修治                        | 藤田星平        | -            | 宮井加奈 宮嶋仁志 高野晃久 松崎嘉克 たかおかきいち 清水勝祐 浅井昭人                                              | 9月5日        |       |       |       |       |       |       |       |       |       |       |       |       |       |       |       |       |       |
| 羽根たちと戦う黒江だが、ドッペルのささやく声を聞き戦慄する。マギウスによる作戦を知って戸惑うフェリシアとさなは、鶴乃の姿を見たことや同じく作戦のことを知らなかったことであきらめた様子のみふゆから「いろはが行方不明だったが発見された」と聞かされさらに混乱するが、さなは「マギウスから抜ける」と自らの意志を伝え、みふゆもそれに感化され灯花とねむの説得を試みるも失敗に終わる。神浜市内では集まった魔女たちが暴れ始めワルプルギスの夜も接近、そんな中でやちよはまどかたちと遭遇、ともにキレーションランドを目指す。いろははういの声を頼りに進みようやく外に出たところで杏子と出会う。いろはと杏子がコネクトによる協力攻撃で門を破りやちよたちが突入、いろはとまどかが初めて対面するが、その時塔からウワサと融合したマミと鶴乃が現れた。 |                                            |                                            |                                 |                 |              | |               |       |       |       |       |       |       |       |       |       |       |       |       |       |       |       |       |       |
| 第7話 | 何も知らないじゃない                       | 高山カツヒコ                               | 宮本幸裕 渋田直彰               | 宮本幸裕        | -            | 宮嶋仁志 宮井加奈 たかおかきいち 清水勝祐 松崎嘉克 浅井昭人                                                       | 9月12日       |       |       |       |       |       |       |       |       |       |       |       |       |       |       |       |       |       |
| マミと鶴乃に対して刃が立たず、さらにウワサの空間のためにほむらの能力も使えないため危機に陥ったいろはたちだが、マギウスから抜けてきたフェリシアとさなによって脱することができた。退避した先でさながみふゆから託された手紙によってキレーションランドの地図と作戦の全容を知り、さらに手紙に込められた魔力を通じてみふゆと会話、みふゆはももことともにみたまを説得し協力を取り付け、「相手のことを全てわかった上で対象をイメージし、コネクトする形で攻撃を与えればウワサを引き剥がすことが可能」だと情報を得る。体制を立て直し作戦を決行、まずはやちよが鶴乃を戻すために挑むが、鶴乃の本心をイメージすることができず引き剥がすことに失敗、鶴乃は無残な姿となっていた。 |                                            |                                            |                                 |                 |              | |               |       |       |       |       |       |       |       |       |       |       |       |       |       |       |       |       |       |
| 第8話 | 強くなんかねーだろ                         | 高山カツヒコ                               | 吉澤翠                          | 吉澤翠          | -            | 宮井加奈 宮嶋仁志 清水勝祐 西澤真也 武藤信宏 松崎嘉克 高野晃久 たかおかきいち 高橋みき 鳥山冬美 杉山延寛 勝冶果歩 | 9月26日       |       |       |       |       |       |       |       |       |       |       |       |       |       |       |       |       |       |
| 鶴乃を倒されたことで、怒った灯花は兵隊グマのウワサをいろはたちに差し向ける。いろははやちよに再び鶴乃にコネクトするよう促すが、鶴乃のことをわかっていなかったやちよは心が折れてしまっていた。その時いろはが気づくと芝居小屋のような空間におり、記憶ミュージアムで見た過去のやちよたちの出来事を思い出し、さらに鶴乃に強くあるべきだと押しつけていたやちよ、いつまで強くあるべきかと悩む鶴乃、それぞれの深層を知る。いろはがやちよにコネクトすることで元の空間に戻った直後、フェリシアの鶴乃とやちよに対する一喝、そしてももことみふゆの加勢もあり、鶴乃の真意を理解したいろはとやちよは再びコネクトを試み、ようやくウワサを剥がすことに成功する。これを見たまどかとさやかも協力してマミからウワサを剥がすことに成功、さらにいろはとまどかが協力することでフェントホープの塔を破壊する。マミを救いだし、ワルプルギスの夜も見滝原に向かったと知ったまどかたちは見滝原に戻ることにした。いろははフェントホープ内部に入り灯花・ねむと再会するが、かつての記憶が無い灯花に対し、ねむは記憶がありそれを隠し通せないことを明かすと共に、真実を語り始めようとする。一方、黒江は「いろはたちとは立場が異なる」と告げるドッペルに飲み込まれていた。 |                                            |                                            |                                 |                 |              | |               |       |       |       |       |       |       |       |       |       |       |       |       |       |       |       |       |       |
| 第3期 |                                            |                                            |                                 |                 |              | |               |       |       |       |       |       |       |       |       |       |       |       |       |       |       |       |       |       |
| 第1話 | 僕たちは失敗した                           | 西部真帆                                   | 吉澤翠                          | 吉澤翠          | -            | 宮井加奈 宮嶋仁志 武藤信宏 松崎嘉克 牛ノ濱由惟 高橋みき 船越麻友美 河島久美子 たかおかきいち 宋善永               | 2022年 4月3日 |       |       |       |       |       |       |       |       |       |       |       |       |       |       |       |       |       |
| 話はいろはが魔法少女になる前にさかのぼる。病院内でうい・灯花・ねむは神浜の新たなウワサを考え出していた。見舞いに来たいろはもそれに乗る形で「万年桜のウワサ」を考えつく。しばらくして、いろははういの病を治すため魔法少女になる決断をし、ういは回復するがいろはは魔女との戦いに奔走、見舞いに訪れる頻度が少なくなっていた。ある日、ういたちはいろはが戦う姿を目撃、さらにキュゥべえから魔法少女の存在を知らされる。いろはを戦わせたくない、魔女化させたくないと3人は考えた結果、キュゥべえの持つ能力を1つずつ奪い去るという契約で魔法少女となった。しかし直後にういの回収能力が暴走を始め魔女化し始める。ねむは緊急手段として小さいキュゥべえの中にういの心を閉じ込めるが、これにより灯花からういに関する記憶が無くなり目的も変わり、ういの存在も消え去ってしまう。さらに様子を見に来たアリナも加わることで方向性が変わっていった。ねむは本来の計画が失敗したと感じながらも、改めて「魔法少女を救う」という計画を遂行しようと2人についていくことになる。 |                                            |                                            |                                 |                 |              | |               |       |       |       |       |       |       |       |       |       |       |       |       |       |       |       |       |       |
| 第2話 | やがて消えゆく少女たちよ                   | 高山カツヒコ                               | 宮本幸裕 渋田直彰               | 渋田直彰        | -            | 宮井加奈 宮嶋仁志 武藤信宏 松崎嘉克 牛ノ濱由惟 高橋みき 船越麻友美 河島久美子 たかおかきいち                      | 4月3日        |       |       |       |       |       |       |       |       |       |       |       |       |       |       |       |       |       |
| 記憶を取り戻した灯花は、いろはに泣きながら行ってきたことを謝罪する。ねむも灯花に対し、羽根たちの悩みを聞き続け救済計画を進める彼女の記憶が戻ったら計画が破綻するのではないかと不安を持っていたことを明かし謝罪した。灯花とねむは計画を遂行するため、いろはを小さいキュゥべえの中に隔離させた上で、エンブリオ・イブを飛び立たせ、ワルプルギスの夜を追うことにしたが、その影響で鶴乃たちや羽根たちのドッペルが次々と暴走し始める。ドッペルとの一体化を防ぐためみふゆはコネクトで魔法少女たちの心に訴えかけ、ももこも力を貸す。みたまの制止も聞かず自らの魂を削ってまで救い出したが、2人のソウルジェムは砕け散っていた。 |                                            |                                            |                                 |                 |              | |               |       |       |       |       |       |       |       |       |       |       |       |       |       |       |       |       |       |
| 第3話 | いつまで魔法少女を続けなきゃいけないの？   | 高山カツヒコ                               | 藤田星平 吉澤翠                 | 藤田星平 吉澤翠 | -            | 宮井加奈 宮嶋仁志 武藤信宏 松崎嘉克 牛ノ濱由惟 高橋みき 船越麻友美 河島久美子 たかおかきいち                      | 4月3日        |       |       |       |       |       |       |       |       |       |       |       |       |       |       |       |       |       |
| 神浜市内ではエンブリオ・イブの動きを食い止めるべく、やちよが十七夜を始めとする魔法少女たちと共に応戦していた。一方で見滝原市ではまどか達がワルプルギスの夜の使い達と交戦。いろはは小さいキュゥべえの中でういと再会するも、ういは姉にその想いを託し、自らの力を使っていろはを外に出した。出てみればそこにはドッペルと融合しつつある黒江がおり、いろはは彼女を救うべく問いかけるが、黒江自身はいろはとは違うという劣等感に支配されていた。黒江がドッペルで飛び立つと壊れた結界の外に出たことで直ちに魔女と化す。いろはは自らの短剣で魔女と化した黒江を刺した。 |                                            |                                            |                                 |                 |              | |               |       |       |       |       |       |       |       |       |       |       |       |       |       |       |       |       |       |
| 第4話 | 誰も知らない、私たちの記録                 | 高山カツヒコ                               | 宮本幸裕 劇団イヌカレー（泥犬） | 宮本幸裕        | -            | 宮井加奈 宮嶋仁志 武藤信宏 松崎嘉克 牛ノ濱由惟 高橋みき 谷口淳一郎                                                | 4月3日        |       |       |       |       |       |       |       |       |       |       |       |       |       |       |       |       |       |
| 魔女と化した黒江を殺したことで、いろははドッペルに囚われかけるが、やちよたちが来たことで正気を取り戻し、イブの元へと向かう。追いついたことでいろはは灯花とねむを叱り説得することで思いとどまらせることができ、イブも制止させたが、その時現れたアリナが「全人類魔法少女化計画」を標榜し、ドッペルを出現さえ自らを喰らわせた上で感染させたイブの身体を乗っ取る。灯花とねむもドッペルによって対抗しようとし、激しい衝突となる。やちよは心の中で死んだかなえとメル、そしてみふゆとももこに会い、彼女たちからやちよの能力は「仲間の想いを受け継ぐ」ことだと聞かされ、4人はやちよに想いを託す。いろははドッペルと向き合うも、自らの信念のままに動くと決め、長く伸びた髪によって魔法少女たちの想いを受け取る。そしていろはとやちよは2人の力を振り絞った一撃でイブを倒した。 廃墟が多く見られる神浜市内では、魔法少女たちが同盟組織「神浜マギアユニオン」を結成しようとするなど、それぞれ新たな生活を始めようとしていた。ワルプルギスの夜との戦いの惨状が残る見滝原市では、再び戦いをやり直すべくほむらがこの時間軸から去った。世間一般では一連の災害はスーパーセルと超巨大地震に加えテロによって被害が拡大したと認識されており、キュゥべえの言うように魔法少女の存在が知られること無く終わった。そのころ円環の理と彼女に導かれたらしいいろはは、その手でいろはたちの物語が書かれた一冊の本を閉じる。一方万年桜の下では、いろはの席を空けて待つういたちの姿があった。 |                                            |                                            |                                 |                 |              | |               |       |       |       |       |       |       |       |       |       |       |       |       |       |       |       |       |       |

## 放送局
| 放送期間               | 放送時間                      | 放送局       | 対象地域   | 備考                      |
| ---------------------- | ----------------------------- | ------------ | ---------- | ------------------------- |
| 2020年1月5日 - 3月29日 | 日曜 0:00 - 0:30（土曜深夜）  | TOKYO MX     | 東京都     |                           |
|                        |                               | とちぎテレビ | 栃木県     |                           |
|                        |                               | 群馬テレビ   | 群馬県     |                           |
|                        |                               | BS11         | 日本全域   | BS放送 /『ANIME+』枠      |
|                        | 日曜 2:08 - 2:38 （土曜深夜） | 毎日放送     | 近畿広域圏 | 『アニメシャワー』第1部   |
|                        | 日曜 22:00 - 22:30            | AT-X         | 日本全域   | CS放送 / リピート放送あり |

| 配信開始日   | 配信時間                   | 配信サイト |
| ------------ | -------------------------- | --- |
| 2020年1月5日 | 日曜 0:30 更新（土曜深夜） | dアニメストア dアニメストア for Prime Video AbemaTV |
| 2020年1月8日 | 水曜 0:30 更新（火曜深夜） | Netflix バンダイチャンネル Hulu Amazon Prime Video アニメ放題 FOD GYAO! ニコニコチャンネル ビデオパス J:COMオンデマンド ひかりTV ビデオマーケット music.jp DMM.com Tver MBS動画イズム |
|              | 水曜 0:45 更新（火曜深夜） | ニコニコ生放送 |
|              | 水曜 1:00 更新（火曜深夜） | U-NEXT |

| 放送期間               | 放送時間                      | 放送局       | 対象地域   | 備考                      |
| ---------------------- | ----------------------------- | ------------ | ---------- | ------------------------- |
| 2021年8月1日 - 9月26日 | 日曜 0:00 - 0:30（土曜深夜）  | TOKYO MX     | 東京都     |                           |
|                        |                               | とちぎテレビ | 栃木県     |                           |
|                        |                               | 群馬テレビ   | 群馬県     |                           |
|                        |                               | BS11         | 日本全域   | BS放送 /『ANIME+』枠      |
|                        | 日曜 3:38 - 4:08 （土曜深夜） | 毎日放送     | 近畿広域圏 | 『アニメシャワー』第4部   |
|                        | 日曜 22:30 - 23:00            | AT-X         | 日本全域   | CS放送 / リピート放送あり |

| 配信開始日   | 配信時間                   | 配信サイト |
| ------------ | -------------------------- | --- |
| 2021年8月1日 | 日曜 0:30 更新（土曜深夜） | dアニメストア dアニメストア for Prime Video dアニメストア ニコニコ支店 AbemaTV                                                                               |
| 2020年8月3日 | 水曜 0:30 更新（火曜深夜） | Netflix バンダイチャンネル Hulu Amazon Prime Video FOD GYAO! ニコニコ生放送 ニコニコチャンネル ひかりTV ビデオマーケット music.jp DMM.com Tver MBS動画イズム |
|              | 水曜 1:00 更新（火曜深夜） | U-NEXT アニメ放題 |
| 2021年8月4日 | 木曜 0:00 更新（水曜深夜） | TELASA J:COMオンデマンド |

| 放送日               | 放送時間         | 放送局       | 対象地域   | 備考                      |
| -------------------- | ---------------- | ------------ | ---------- | ------------------------- |
| 2022年4月3日         | 19:00 - 21:00    | TOKYO MX     | 東京都     |                           |
|                      |                  | とちぎテレビ | 栃木県     |                           |
|                      |                  | 群馬テレビ   | 群馬県     |                           |
|                      |                  | BS11         | 日本全域   | BS放送 /『ANIME+』枠      |
|                      | 21:00 - 23:00    | AT-X         | 日本全域   | CS放送 / リピート放送あり |
| 2022年4月4日・4月7日 | 各日 2:30 - 3:30 | 毎日放送     | 近畿広域圏 | [ 注 16 ]                 |

| 配信開始日   | 配信時間                   | 配信サイト |
| ------------ | -------------------------- | --- |
| 2022年4月3日 | 日曜 21:00 更新            | AbemaTV dアニメストア dアニメストア for Prime Video dアニメストア ニコニコ支店                                             |
| 2022年4月6日 | 水曜 12:00 更新            | Netflix バンダイチャンネル Hulu Amazon Prime Video FOD GYAO! ニコニコ生放送 ニコニコチャンネル ひかりTV Tver MBS動画イズム |
| 2022年4月7日 | 木曜 0:00 更新（水曜深夜） | TELASA J:COMオンデマンド                                                                                                   |
|              | 木曜 1:00 更新（水曜深夜） | U-NEXT アニメ放題 |

## BD / DVD
| 巻 | 発売日        | 収録話          | 規格品番      | 規格品番      |
| 巻 | 発売日        | 収録話          | BD限定版      | DVD限定版     |
| -- | ------------- | --------------- | ------------- | ------------- |
| 1  | 2020年3月4日  | 第1話 - 第3話   | ANZX-15551/2  | ANZB-15551/2  |
| 2  | 2020年4月8日  | 第4話 - 第5話   | ANZX-15553/4  | ANZB-15553/4  |
| 3  | 2020年6月10日 | 第6話 - 第7話   | ANZX-15555/6  | ANZB-15555/6  |
| 4  | 2020年8月5日  | 第8話 - 第10話  | ANZX-15557/8  | ANZB-15557/8  |
| 5  | 2020年9月2日  | 第11話 - 第13話 | ANZX-15559/60 | ANZB-15559/60 |

| 巻 | 発売日         | 収録話        | 規格品番     | 規格品番     |
| 巻 | 発売日         | 収録話        | BD限定版     | DVD限定版    |
| -- | -------------- | ------------- | ------------ | ------------ |
| 1  | 2021年11月24日 | 第1話 - 第3話 | ANZX-15561/2 | ANZB-15561/2 |
| 2  | 2021年12月22日 | 第4話 - 第5話 | ANZX-15563/4 | ANZB-15563/4 |
| 3  | 2022年1月26日  | 第6話 - 第8話 | ANZX-15565/6 | ANZB-15565/6 |

| 巻 | 発売日        | 収録話        | 規格品番      | 規格品番      |
| 巻 | 発売日        | 収録話        | BD限定版      | DVD限定版     |
| -- | ------------- | ------------- | ------------- | ------------- |
| 1  | 2022年5月25日 | 第1話 - 第2話 | ANZX-15567/8  | ANZB-15567/8  |
| 2  | 2022年6月29日 | 第3話 - 第4話 | ANZX-15569/70 | ANZB-15569/70 |

## 関連番組
第1期放送開始前の2019年12月30日21時 - 22時には、TOKYO MXにて『アニメ放送直前SP〜マギレコ夜噺（よばなし）〜』が放送、放送後には2020年1月6日までの期間限定でYouTubeにてアーカイブ配信された。前半ではアニメに出演し、TrySailとしても主題歌を担当する麻倉もも、雨宮天、夏川椎菜の3人がアニメの見所を紹介、後半ではゲーム第2部の主要キャラクターを演じる和泉風花、涼本あきほ、高尾奏音も加わりゲーム第2部の魅力を語るほか、ゲーム連動のプレゼント企画「年末ドリームマギアくじ」も行っている。ナレーションは斎藤千和が担当。
第2期開始にあたっては、2021年7月4日（3日深夜）から3週にわたって第1期の総集編を、同月25日（24日深夜）には直前特番を、いずれも各放送局の第2期放送枠にて放送。総集編のナレーションは麻倉ももが担当。直前特番は松澤千晶（フリーアナウンサー）がナビゲーター、堀川さつきがナレーションを担当、アニプレックスプロデューサーの石川達也、音楽担当の尾澤拓実、主演の麻倉ももへのインタビューや、総監督の劇団イヌカレー（泥犬）と主題歌担当のClariSのコメント、第2期の見どころ紹介で構成。また、9月19日（18日深夜）には第7話までの第2期の総集編を、2021年12月31日にはTOKYO MX・BS11などでビデオマスター版の第2期総集編を、いずれも麻倉もものナレーションで放送している。

## 関連書籍
マギアレコード 魔法少女まどか☆マギカ外伝 TVアニメ公式ガイドブック
テレビアニメ版の公式ガイドブック。ストーリープレイバックやアニメ版の設定資料、主要スタッフ・キャストへのインタビューなどで構成。
1. 2020年12月25日発売、ISBN 978-4-8322-7201-9
2. 2022年9月27日発売、ISBN 978-4-8322-7400-6

## パチスロ・パチンコ
スマスロ マギアレコード 魔法少女まどか☆マギカ外伝
本アニメ版を原作としたパチスロ（6号機・スマスロ）で2025年4月稼働開始。「SLOT魔法少女まどか☆マギカ」シリーズ同様にユニバーサルエンターテインメントから発売、開発はミズホ。
eマギアレコード 魔法少女まどか☆マギカ外伝
上記パチスロ同様に本アニメ版を原作としたパチンコ（スマパチ）で2025年7月稼働開始。「ぱちんこ魔法少女まどか☆マギカ」シリーズ同様に京楽産業.から発売。